# Mosquera (Alcalalí)
Mosquera es una partida del término municipal de Alcalalí, situada a la orilla derecha del río Gorgos, en la provincia de Alicante.

## Vestigios de la antigua alquería
La alquería de Mosquera -que tenía cuarenta viviendas- quedó despoblada con la expulsión de los moriscos en el año 1609. Los nuevos pobladores se establecieron exclusivamente en el núcleo de Alcalalí y Mosquera continuó deshabitada, salvo algunas casas de campo aisladas. De la antigua alquería aún se conserva en la actualidad su iglesia -conocida popularmente como la ermita de San Juan- y un aljibe del siglo XIII.

## San Juan de Mosquera

### La imagen
La imagen de San Juan de Mosquera, que data del siglo XIX y fue obra del escultor Luis Gilabert Ponce, representa a San Juan Bautista a la edad de un año; por ello, se la conoce con el nombre del Sant Joanet. Se trata de una talla policromada, de unos 60 centímetros de altura sin medir la peana. La importancia de este santo para Mosquera se pone de relieve en la siguiente canción tradicional:
San Antonio está en Benisa,

Santo Domingo, en Jalón;

San Juan está en Mosquera,

Jesús Pobre, bajo el Montgó.

### El porrat
El porrat de San Juan empezó en la época de los moriscos, y después de su expulsión continuó celebrándose con los nuevos repobladores de Alcalalí. Esta feria ganó mucho renombre durante el siglo XVIII. Visitantes y feriantes de toda la comarca se reunían año tras año hasta finales del siglo XIX, cuando el porrat fue trasladado definitivamente a Alcalalí.
En el año 1740 el barón de entonces estableció toda una serie de medidas para regular la celebración del porrat, y encomendó su aplicación al rector y a dos concejales de Alcalalí, que eran los encargados de seleccionar los feriantes, de cobrar la tasa sobre cada parada y, finalmente, de destinar la recaudación a la reparación y mantenimiento de la ermita de San Juan.